# 東北農業研究センター

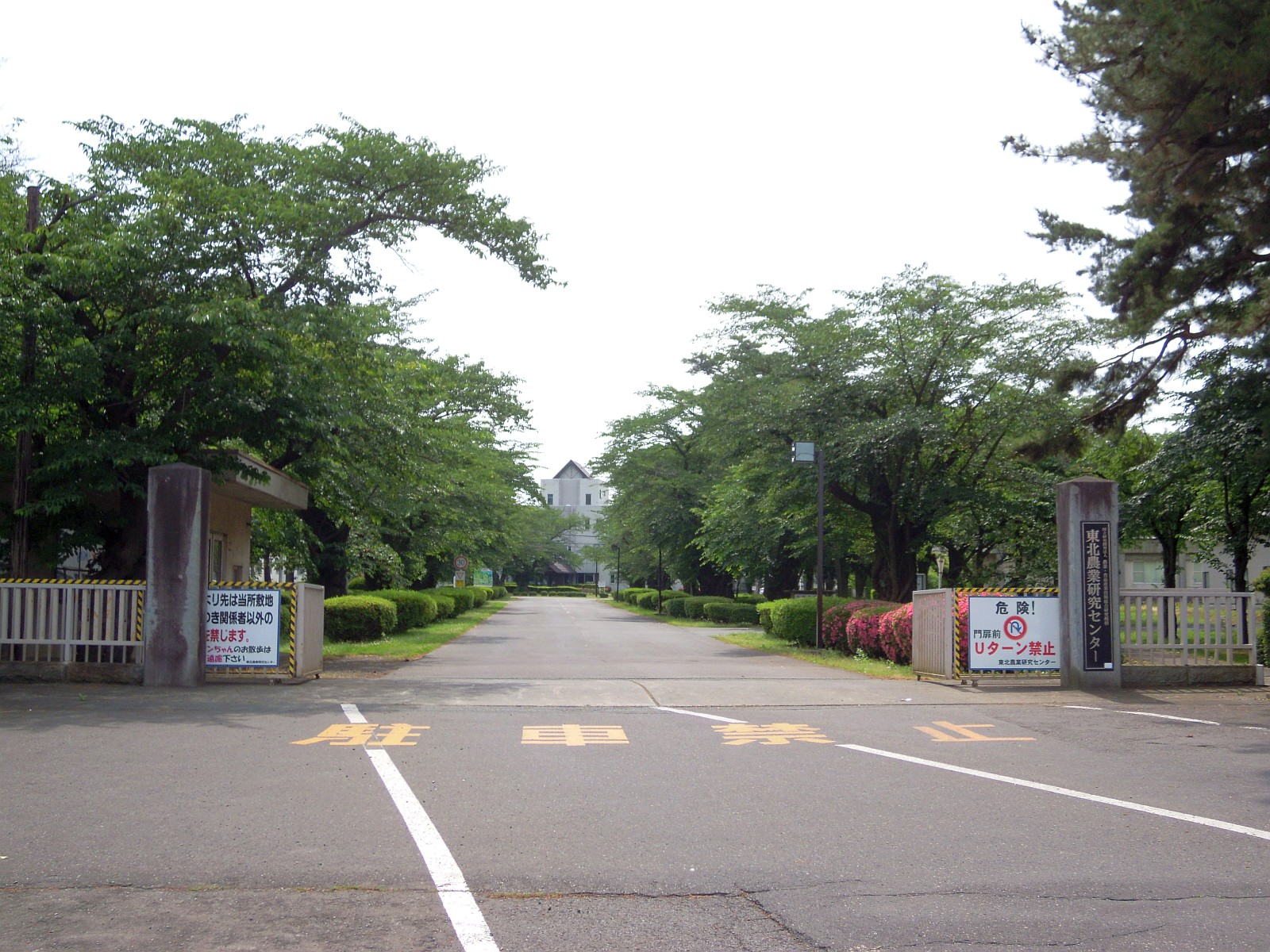
東北農業研究センター本所の正門

東北農業研究センター（とうほくのうぎょうけんきゅうセンター）は、農業・食品産業技術総合研究機構の研究所の一つ。

## 概要
東北地方で農業試験研究を実施している。
- 所在
  - 本所：岩手県盛岡市下厨川字赤平4
  - 大仙研究拠点：秋田県大仙市四ツ屋字下古道3
  - 福島研究拠点：福島県福島市荒井字原宿南50

- 所長：住田弘一

## 沿革
- 1950年（昭和25年）4月：農林省岩手種畜牧場厨川分厩の跡地である現在地に、農林省東北農業試験場として設立された。
- 2001年（平成13年）4月：独立行政法人制度の創設に伴い、農業技術研究を行っていた国の12の機関が統合・再編され、独立行政法人農業技術研究機構が発足。旧東北農業試験場及び旧野菜・茶業試験場盛岡支場の業務を承継した東北農業研究センターが設置された。